# Ливо (Ломбардия)
Вижте пояснителната страница за други значения на Ливо.
Лѝво (на италиански: Livo; на ломбардски: Liv, Лив) е село и община в Северна Италия, провинция Комо, регион Ломбардия. Разположено е на 675 m надморска височина. Населението на общината е 172 души (към 2017 г.).